# Horthy István (katona)
Vitéz nagybányai Horthy István (Kenderes, 1858. december 21. – Bécs, 1937. szeptember 22.) lovassági tábornok, birtokos, politikus, Horthy Miklós kormányzó bátyja.

## Élete
Édesapja a ramocsaházi köznemesi családból származó Horthy István (1830–1904), édesanyja pedig Halassy Paula (1839–1895). Szülei 1857-ben kötött házasságából István volt az elsőszülött gyermek. Testvérei közül kiemelendő Miklós (1868–1957), aki altengernagy, majd Magyarország kormányzója; valamint Szabolcs (1873–1914) főhadnagy, aki Jász-Nagykun-Szolnok vármegye főispánja volt.
A középiskolát Pozsonyban kezdte, majd a főgimnázium felső két osztályát Debrecenben járta. Egyéves katonai szolgálatát önkéntesként töltötte, majd Bécsben és Budapesten jogot végzett. Sikeres államvizsgáját követően édesapja kérésére visszatért a hadsereg kötelékébe. Többnyire a császári és királyi 4. számú huszárezredbenben szolgált, javarészt Kecskeméten és a fővárosban állomásozott. 1882-ben előbb hadnaggyá, 1906-ban őrnaggyá lépett elő, majd az első világháborúban a csatatéren dandárparancsnokként szerzett érdemei elismeréséül 1916-ban tábornokká nevezték ki. Temesvár környékén, Székesfehérvárott és Brassóban is, de talán legtovább (11 évig) Bécsben szolgált, mely idő alatt számos katonai elismerésben részesült.
A Tanácsköztársaság idején Székesfehérváron tevékeny részese volt az ellenforradalmi szervezkedésnek. Aztán amikor öccse, a kormányzó bevonult a fővárosba, hozzálátott a hadsereg megszervezéséhez. Ekkor Horthy István több magas rangú tisztet is javasolt a lovassági felügyelői posztra, de a tábornoki kar egyértelműen Horthyt ajánlotta. Így 1919-ben a honvédelmi miniszter őt tette meg felügyelőnek, majd 1921-ben altábornaggyá léptették elő. Néhány évvel ezután lovassági tábornokként vonult nyugalomba.
A Felsőháznak 1927-es létrejöttétől egészen haláláig tagja volt Jász-Nagykun-Szolnok vármegye képviseletében, ahol egyébként ugyancsak haláláig a törvényhatósági bizottságban is tag volt. Ezen kívül a Vitézek Mezőgazdasági Szövetkezetének és számos más intézménynek igazgatója is volt. Jeles úrlovas hírében is állt, az Úrlovasok Szövetségének elnökségi tagja volt.

### Családja
1891. május 12-én feleségül vette borsodi és katymári  Latinovits Margitot (1866–1926), de házasságuk gyermektelen maradt.

## Érdemei, elismerései
- Mária Terézia-rend
- Lipót-rend
- Vaskorona-rend
- Katonai Érdemkereszt
- Katonai Érdemérem
- Magyar Érdemrend III. osztálya